# Heinrich Hoffmann (fotograf)
Heinrich Hoffmann, född 12 september 1885 i Fürth, död 16 december 1957 i München, var en tysk fotograf, politiker och publicist. Han uppehöll sig inom Adolf Hitlers innersta krets och var Hitlers privata fotograf.
Heinrich Hoffmann arbetade som ung i sin fars fotostudio och var från 1908 fotograf i München. Han anslöt sig till NSDAP 6 april 1920 och var privat fotograf åt Adolf Hitler. Han blev invald i tyska riksdagen 1933 och befordrades av Hitler till professor 1938. Han arresterades av amerikanska trupper 10 maj 1945 och satt sedan i amerikansk fångenskap till den 31 maj 1950.